# Mowgli (album)
Mowgli (indicato anche come Mowgli - Il disco della giungla) è il secondo album in studio del rapper italiano Tedua in collaborazione con Chris Nolan, pubblicato il 2 marzo 2018 dalla Sony Music.

## Descrizione
Il disco è stato interamente prodotto da Chris Nolan e trae ispirazione nei temi affrontati come metafora delle avventure di Mowgli de Il libro della giungla di Rudyard Kipling, definito dallo stesso rapper un album di passaggio: «in fase adolescenziale, Mowgli ha fatto un album street dentro questa giungla. Ora siamo a quello street-mainstream. Infine verrà quello mainstream». In un'intervista concessa a Rolling Stone Italia Tedua ha raccontato il significato dell'album e il relativo processo creativo, influenzato dall'hip hop francese:

## Accoglienza
| Recensione | Giudizio |
| ---------- | -------- |
| Rockol     | 6/10     |

Claudio Todesco di Rockol ha definito Mowgli un «concept album» caratterizzato da una «miscela di flow indisciplinato, provincialismo, grande voglia di riscatto e una narrazione efficace» e la cui narrazione si imposta su Il libro della giungla, con «il tema della giungla e il nome di Mowgli tornano più volte nei test». Tuttavia «le basi a volte si riducano ad accompagnamenti blandi o risaputi» e «frasi melodie cheap e tappeti poco incisivi», raccontando nelle tracce il «percorso dalla privazione al riscatto è raccontato ora con la sfrontatezza di chi ostenta le proprie capacità».
Marco Mazzetti de Il Fatto Quotidiano ritiene che l'album «segna la maturazione umana e artistica di Tedua» trovandolo «definitivamente sgrezzato raggiungendo la propria dimensione». Mazzetti riscontra inoltre che i brani presentino «spunti sonori e testuali interessanti e per nulla scontati» con uno stile «ermetico e asciutto».

## Tracce
Testi e musiche di Mario Molinari e Christian Mazzocchi (Chris Nolan) eccetto dove indicato diversamente.
1. Sangue misto – 2:52
2. 3 chances (dilla tutta) – 3:31
3. La legge del più forte – 3:07
4. Rital – 3:23
5. Dune – 3:37
6. Vertigini – 3:23
7. Acqua (malpensandoti) – 4:21
8. Fashion Week – 3:13
9. Jungle – 3:26
10. Il fabbricante di chiavi – 3:09
11. Burnout – 2:58
12. Al lupo al lupo – 3:19
13. Cucciolo d'uomo – 3:43
14. Natura – 3:19

Tracce bonus nell'edizione CD deluxe
1. Bandar-Iog – 3:33 (Mario Molinari, Christina Mazzocchi, Luca Antonio Barker)
2. Party privato – 3:16

Traccia bonus nell'edizione streaming
1. Fashion Week RMX (feat. Sofiane) – 3:12 (Mario Molinari, Christina Mazzocchi, Sofiane Zermani)

## Classifiche

### Classifiche settimanali
| Classifica (2018) | Posizione massima |
| ----------------- | ----------------- |
| Italia            | 1                 |

### Classifiche di fine anno
| Classifica (2018) | Posizione |
| ----------------- | --------- |
| Italia            | 14        |
| Classifica (2019) | Posizione |
| Italia            | 68        |